# غرفة قطر

تأسست غرفة قطر في عام 1963 بهدف دعم مناخ الأعمال التجارية التي  بدأت في الازدهار في البلاد في ذلك الوقت وذلك بموجب القانون رقم (4) لسنة 1963 الصادر بتاريخ 16/2/1963م وكانت الغرفة  تتبع كإدارة ضمن الإدارات الحكومية بالدولة إلى ان صدر القانون رقم 11 لعام 1990، والذي اعتبر الغرفة مؤسسة ذات نفع عام تسمى «غرفة تجارة وصناعة قطر»
وقد منح القانون الغرفة استقلالها الذاتي مع السلطة القانونية لتمثيل جميع أنشطة القطاع الخاص في الدولة. وفرض على جميع  أعضاء القطاع الخاص التسجيل  فيها من أجل القيام بالأنشطة التجارية والصناعية في البلاد. كما فرض القانون بإعادة التنظيم المؤسسي للغرفة واعتبارها مؤسسة مستقلة ذات نفع عام تمثل المصالح التجارية والصناعية والزراعية لمنتسبيها من فاعليات القطاع الخاص المختلفة بالدولة. وتعد غرفة تجارة وصناعة قطر من أقدم غرف التجارة بدول مجلس التعاون لدول الخليج العربية، وتهدف إلى تنظيم الأعمال التجارية وتمثيل القطاع الخاص، ودعم وتطوير الفاعليات الاقتصادية والانتاجية للدولة.

## الرؤية
تتمحور رؤية غرفة قطر في أن تحقق الريادة بين غرف التجارة على مستوى العالم في إطار الرؤية الوطنية لدولة قطر للعام 2030، وأن تكون نقطة الاتصال الأولى لجميع المؤسسات والجهات من كافة أرجاء العالم متى أرادت أن تطّلع على مجتمع الأعمال القطري وأن تؤسس وتمارس العمل في الاقتصاد الأكثر ديناميكيةً في العالم.

## الرسالة
أن تمثّل مجتمع الأعمال في قطر التمثيل الأمثل وتدعمه من خلال الخدمات التي تقدمها، ومن خلال تسليط الضوء على المجموعة الواسعة من فرص الأعمال المتوفرة ضمن مختلف الصناعات والقطاعات في قطر.

## الأهداف
- تنظيم المصالح التجارية والصناعية والزراعية وتمثّيلها والدفاع عنها والعمل على تعزيزها.
- دعم وتطوير الاقتصاد وإنتاجيته لما فيه خير البلاد بشكل عام وتحقيقاً لمصلحة الشركات الأعضاء بالغرفة بشكلٍ خاصٍ.
- دعم وتطوير بيئة أعمال مستدامة في قطر للأعمال المحلية والأجنبية على حد سواء.
- تعزيز اقتصاد قطر المميّز والمتنوّع والمساهمة في جذب الاستثمارات الأجنبية.
- بذل كافة الجهود التي من شأنها أن تعزز من مكانة الدوحة كمركز دولي للأعمال ووجهة استثمارية جاذبة.

## اختصاصات الغرفة
1. إبداء الرأي، بصفة استشارية، في إنشاء وتطوير البورصات والموانئ والأسواق والمعارض ومنح الامتيازات المتعلقة بالمرافق العامة، وفي مشروعات القوانين والمراسيم ذات الصبغة الاقتصادية والمالية. ويجوز للغرفة أن تتقدم، من تلقاء نفسها، بآراء ومقترحات ومشروعات قوانين تتعلق بالشؤون الاقتصادية والمالية.

1. إصدار شهادات المنشأ على اختلاف أنواعها للبضائع والمنتجات المصدرة أو المعاد تصديرها ولها في سبيل ذلك استخدام الوسائل التي تراها مناسبة للتحقق من صحة البيانات المقدمة لها، وذلك بطلب المستندات الثبوتية الأصلية لمنشأ البضاعة، أو معاينتها إذا اقتضت الضرورة ذلك.

1. اعتماد بيانات ومستندات الأفراد والشركات التجارية والتوقيعات والأختام والأوراق أو الشهادات والعقود وغيرها من المستندات المتعلقة بالمعاملات التجارية التي يحتاج إليها أعضاء الغرفة في إنجاز أعمالهم، داخل الدولة وخارجها.
2. التنسيق مع الأعضاء والجهات المختصة للقيام بأنشطة الترويج وتوطيد العلاقات الاقتصادية للدولة، وبوجه خاص ما يلي:

أ‌- استقبال الوفود والبعثات التجارية الزائرة، وابتعاث الوفود التجارية إلى الخارج. 
ب‌- إقامة المعارض التجارية المحلية والدولية أو الاشتراك فيها بالتنسيق مع الجهات المعنية.
ت‌- عقد المؤتمرات والندوات وحلقات البحث والتدريب داخل الدولة وخارجها أو المساهمة في تنظيمها أو الاشتراك فيها. 
ث‌- إصدار المجلات والنشرات الدورية وغيرها من المطبوعات التجارية والمنشورات العلمية. 
ج‌- إبرام اتفاقيات التعاون مع الاتحادات أو الغرف أو الهيئات المماثلة لتوثيق عرى التعاون والروابط التجارية.
ح‌- إعداد الدراسات والبحوث والتقارير الاقتصادية التي تعنى بتقويم أداء القطاعات الاقتصادية وتوجيهها وتطويرها وتشخيص المشاكل والصعوبات التي تواجهها، وعرض النتائج التي تتوصل إليها على السلطات المختصة.
1. جمع المعلومات والإحصاءات التي تهم العاملين بالتجارة والصناعة والزراعة، وتبويبها ونشرها، وإمداد الحكومة بما تطلبه من البيانات والمعلومات والآراء المتعلقة بالمسائل التجارية والصناعية والزراعية، بالتنسيق مع الجهات المختصة.

1. الكشف عن الأعراف والاصطلاحات التجارية والصناعية.
2. تقديم النصح والمشورة لأعضاء الغرفة في المسائل التجارية والاقتصادية والفنية، وتزويدهم بالمعلومات المتاحة، وإرشادهم إلى اتباع الإجراءات والوسائل التي تساعدهم على حماية حقوقهم وتطوير أعمالهم.
3. الإسهام في تطوير الكوادر الإدارية والفنية في مجالات الاقتصاد وإدارة الأعمال، والعمل على إيجاد الإمكانيات والوسائل الضرورية لذلك، وكذلك الإسهام في إنشاء الكليات أو المعاهد أو المدارس أو مراكز التدريب التجارية والفنية، وتقديم الدعم والمساعدة للموفدين في بعثات دراسية إلى الخارج، وذلك بقرار من وزير الاقتصاد والتجارة بعد الحصول على الموافقات اللازمة من الجهات المعنية، أو الجهات المختصة، بحسب الأحوال.
4. الصلح والتوفيق والتحكيم في المنازعات التي تقدم إليها باتفاق أصحاب الشأن، والوساطة في حل المنازعات التجارية التي تنشأ بين أعضاء الغرفة، أو بينهم وبين الأطراف الأخرى، بغرض الوصول إلى تسوية ودية، وذلك وفقاً للقانون.
5. المشاركة في جميع الفعاليات المحلية والإقليمية والدولية، التي تتناول موضوعات تتعلق باختصاصات الغرفة، وكذلك اللجان التي تشكلها الجهات الحكومية وغير الحكومية لدراسة المسائل المتعلقة بأهداف واختصاصات الغرفة، وكل ما من شأنه التأثير على مصالح أعضائها أو تنظيمه

## اختيار مجلس الإدارة
في البداية كان اختيار أعضاء مجلس إدارة الغرفة يتم بالتعيين من قبل ا لدولة من خلال مرسوم أميري يصدر  بتشكيل أعضاء المجلس، على أن يقوم هؤلاء الأعضاء في أول اجتماع للمجلس بعد تشكيله بالاختيار من بينهم رئيسا ونائبا للرئيس وأمنيا فخريا للصندوق وكانت عضوية المجلس خمس سنوات ولكن وبتاريخ 8/7/1996، وفي أول تجربة ديمقراطية تشهدها دولة قطر، صدر القانون رقم (11) لسنة 1996م بتعديل بعض أحكام القانون رقم (11) لسنة 1990م وبصفة خاصة المادة الثالثة عشر منه بأن يتم اختيار أعضاء مجلس إدارة الغرفة عن طريق الانتخاب المباشر من قبل الجمعية العامة للغرفة، بحيث يمثل الأعضاء القطاعات الاقتصادية المختلفة بالدولة ويصدر بتحديد نسبة تمثيل هذه القطاعات قرار من وزير المالية والاقتصاد والتجارة (الأعمال والتجارة حالياً)، بعد استطلاع رأي الوزراء المعنيين وتكون مدة عضوية مجلس الإدارة أربع سنوات بدلاً من خمس سنوات -كما كان في السابق- وتحدد لائحة النظام الداخلي للغرفة كيفية إجراء الانتخابات
وبناء عليه، صدر قرار وزير المالية والاقتصاد والتجارة رقم (10) لسنة 1997م، المعدل بقرار وزير الأعمال والتجارة رقم (83) لسنة 2010م،  بتحديد نسبة تمثيل القطاعات في مجلس إدارة غرفة تجارة وصناعة قطر على النحو التالي:
- قطاع التجارة خمسة أعضاء
- قطاع المقاولات أربعة أعضاء
- قطاع الصناعة ثلاثة أعضاء
- قطاع الخدمات عضواً واحداً
- قطاع البنوك والاستثمار عضواً واحداً
- قطاع التأمين عضواً واحداً
- قطاع السياحة عضواً واحداً
- قطاع الزراعة عضواً واحداً

ومنذ عام 1997 جرت ست انتخابات لاختيار أعضاء مجلس الإدارة وتنافس فيها عدد كبير من رجال الأعمال ويتولى الشيخ خليفة بن جاسم بن محمد آل ثاني رئاسة مجلس إدارة الغرفة منذ عام 2006، ويضم المجلس نحو 17 عضوا جميعهم بالانتخاب 

## الأنشطة والخدمات
خدمات العضوية:
- إصدار شهادات المنشأ التي تدل على منشأ البضائع لأغراض التصدير وإعادة التصدير، وتصديق الفواتير التجارية،
- -تصديق الفواتير التجارية،
- إلغاء أي من المفوضين بالتوقيع
- تعديل أحد المفوضين بالتوقيع

الخدمات القانونية:
- تقديم الملاحظات أو المرئيات حول مشروعات القوانين أو اللوائح التنفيذية، أو القرارات، ذات العلاقة بالقطاع الخاص.
- العمل على معالجة أي تظلم يقدم من منتسبي الغرفة تتعلق بالإجراءات التنفيذية للإدارات الحكومية أو العامة.
- حل الخلافات التي تنشأ بين المنتسبين عن طريق الوساطة الودية.

خدمات التحكيم:
- يقدم مركز قطر الدولي للتوفيق والتحكيم مجموعة من الخدمات المتكاملة أو ما يطلق عليه حزمة "الوسائل البديلة لحل المنازعات التجارية"
- يقوم مركز قطر الدولي للتوفيق والتحكيم بمعاونة منتسبي الغرفة وغير المنتسبين عن طريق تقديم النصح بشأن كيفية إدراج شرط التحكيم النموذجي في تعاقداتهم التجارية، كما يقوم المركز بنشر وطبع وتوزيع كتيبات إرشادية للقواعد الخاصة بالتوفيق والتحكيم

خدمات المعلومات:
- إعداد الدراسات والبحوث المتعلقة بالقطاع الخاص وقضاياه، وإبداء الرأي وإعداد التوصيات المناسبة المتعلقة بها.
- تقارير دورية (سنوية / فصلية / شهرية) تتناول أهم التطورات الاقتصادية المحلية والإقليمية والعالمية
- إرسال التعاميم والإشعارات بما يستجد من قوانين أو قرارات أو توجيهات من الجهات المعنية بالدولة
- توفير البيانات والاحصاءات الاقتصادية للمستثمرين ومنتسبي الغرفة التي تساعدهم في ممارسة انشطتهم الاستثمارية سواء تلك القائمة، أو المزمع انشاءها، وتعريفهم بالنظم والاجراءات التي تنظم ممارسة النشاط من خلال قواعد البيانات والمطبوعات والأدلة، أو من خلال المواقع الالكترونية للجهات ذات الاختصاص أو عبر مخاطبة الجهات الرسمية. وكذلك توفير البيانات والاحصاءات الاقتصادية للجهات الرسمية في إطار التنسيق والتعاون بين الغرفة وتلك الجهات.
- إصدار مجلة الملتقى وهي مجلة اقتصادية متخصصة معنية بقطاع الأعمال الخاص بدولة قطر واستعراض نشاطات وفعاليات واخبار الغرفة، كما تلقي المجلة الضوء علي الاحداث الاقتصادية المحلية والإقليمية والعالمية من خلال المتابعات الإخبارية والتحقيقات والتحليلات الاقتصادية وملخصات الدراسات ومقالات الرأي.
- إصدار الدليل التجاري والذي يتضمن قائمة شاملة للشركات القطرية المسجلة بالغرفة من جميع القطاعات الصناعية والتجارية مدرجة حسب الترتيب الأبجدي مع بيانات الاتصال بها.

التدريب والتطوير:
- تقديم الاستشارات التدريبية ومقترحات لوضع الخطط التدريبية للقطاع الحكومي والقطاع الخاص وتطويرها
- تنظيم الانشطة والبرامج التدريبية حسب احتياجات القطاع الخاص  وذلك بعد دراسة الاحتياجات التدريبية، وتحديد البرامج اللازمة لكل قطاع
- تنظيم دورات تدريبية وورش عمل تعنى بالتحكيم التجاري وتأهيل المحكمين على أيدي خبراء وممارسي التحكيم وأعضاء المهن القانونية ذات الصلة

خدمات الشركات:
- تنظيم لقاءات واجتماعات مع الوفود التجارية الاجنبية والشركات وممثلي القطاع الخاص من كافة دول العالم لطرح الفرص التجارية المتاحة وبناء التواصل بين منتسبي الغرفة ومجتمع الأعمال العالمي
- تمكن هذه الخدمة منتسبي الغرفة من تحديث بيانات شركاتهم المسجلة لضمان تواصل أكثر فعالية.
- حجز قاعات الغرفة للجهات الخارجية لإقامة الفعاليات

خدمات تمثيل القطاع الخاص:
- تنظم الغرفة ندوات ولقاءات تجمع رجال الأعمال وأصحاب الشركات مع المسؤولين لمناقشة الأمور المتعلقة بالاقتصاد والأعمال
- تقوم الغرفة بتنظيم زيارات خارجية مختلفة لأصحاب الأعمال لاطلاعهم على الفرص الاستثمارية والتباحث حول الأعمال وعقد شراكات مع نظرائهم من كافة دول العالم.
- المشاركة في المعارض المختلفة التي تنظمها الغرفة سواء داخل الدولة أو خارجها
- عضوية غرفة التجارة الدولية قطر

خدمات قطاع الأعمال واللجان:
- المشاركة في دراسة واقتراح الحلول المناسبة للمشاكل والمعوقات التي تواجه منتسبي الغرفة بهدف المساعدة في تعظيم العائد على ممارسة النشاط وتطوير وتحديث القطاع الخاص.
- تتيح الغرفة لمنتسبيها إمكانية الانضمام إلى أحد مجالس الأعمال
- تتيح الغرفة لمنتسبيها إمكانية الانضمام إلى أحد اللجان القطاعية المعنية

اللجان القطاعية:
| لجنة التأمين               |
| لجنة التعليم               |
| لجنة التسجيل والعضوية      |
| لجنة السياحة والمعارض      |
| لجنة الصحة والمرأة         |
| لجنة التجارة والبحوث       |
| لجنة التحكيم               |
| لجنة المقاولات             |
| لجنة العقار                |
| لجنة البنوك والاستثمار     |
| لجنة الخدمات               |
| لجنة الأمن الغذائي والبيئة |
| لجنة الصناعة               |

## وفود تجارية
استضافت غرفة قطر خلال العام 2021 نحو 40 وفدا تجاريا من دول مختلفة من بينها وفود مصاحبة لرؤساء دول ووزراء ومسؤولين حكوميين، وتم خلال اللقاءات مع هذه الوفود التباحث في تعزيز علاقات التعاون بين رجال الأعمال القطريين ونظرائهم في مختلف دول العالم، كما عكست هذه اللقاءات اهتماما دولياً كبيرا بمناخ الاستثمار في قطر وثقة عالية بالاقتصاد القطري، حيث تم اطلاع الجانب القطري على الفرص الاستثمارية المتاحة في هذه الدول، كما تم اطلاع هذه الوفود على مناخ الاستثمار في قطر والفرص المتاحة، وتم بحث علاقات التعاون مع الشركات القطرية.

## فعاليات خارجية
شاركت الغرفة خلال العام 2021 في أكثر من 20 فعالية خارجية سواء عن طريق الاتصال المرئي أو زيارات مباشرة، كما شاركت الغرفة خلال العام 2022 في عدد من المؤتمرات وهي: المؤتمر الافتراضي الأول لغرفة التجارة والصناعة للدول الأعضاء في حوار التعاون الاسيوي، وندوة فرص التعاون القطري الروسي، ومنتدى التعاون بين اتحاد غرف دول مجلس التعاون الخليجي وغرفة تجارة وصناعة أوزبكستان، كما استضافت الغرفة الاجتماع الـ 50 للجنة القيادات التنفيذية باتحاد غرف دول مجلس التعاون الخليجي.